# Kurganer
Kurganer är en rysk benämning på vissa typer av gravhögar, upptaget från tatariskans ord just för gravhög.
Kurganer kan tillhöra de mest vittskilda tidsåldrar, men många tillhör den iransktalande skytiska kulturen i det som idag utgör Ukraina, och kännetecknas av rika gravgåvor. Ungefär samtidigt, under 400-talet före Kristus uppfördes kurganer hos nomadfolken i Altaj. I ett område från Karpaterna till Uralbergen förekommer ett stort antal kurganer, främst från neolitikum och bronsålder. En typ av kurganer där av katakombtyp, daterade till kopparstenålder och äldre bronsålder.
Bland kända kurganer märks särskilt från Majkop i norra Sibirien, daterad till 2000-talet f. Kr.